# Пристайко Вадим Володимирович
Вади́м Володи́мирович Приста́йко (нар. 20 лютого 1970, Кілія, Одеська область) — український дипломат і державний діяч. Надзвичайний і Повноважний Посол України у Великій Британії (2020—2023).
У минулому — міністр закордонних справ України в уряді Олексія Гончарука (29 серпня 2019 — 4 березня 2020). Глава Місії України при НАТО (2017—2019). Заступник Глави Адміністрації Президента України Зеленського (22 травня 2019 — 29 серпня 2019), що відповідав за зовнішньополітичні питання. Член РНБО (з 31 травня 2019 року). Віцепрем'єр-міністр з питань європейської та євроатлантичної інтеграції України (з 4 березня 2020 до 4 червня 2020).

## Життєпис
Народився 20 лютого 1970 в місті Кілія на Одещині у родині Володимира Ілліча Пристайка. Шкільні роки провів у Одесі, Києві та Запоріжжі. Згодом родина переїхала до Києва. 1994 року закінчив із відзнакою Київський політехнічний інститут, отримавши диплом спеціаліста з інформаційних технологій. 1998 року здобув ступінь магістра в Українській академії зовнішньої торгівлі. Володіє англійською мовою.
Свою професійну діяльність розпочав із приватного сектора. Він був співзасновником одного з перших українських інтернет-провайдерів та інтернет-видань — «Електронні вісті».
1994 — призначений на посаду в Міністерстві зовнішніх економічних зв'язків і торгівлі. У той час Міністерство започатковувало переговори зі вступу України до ГАТТ/СОТ, шукало нові можливості для українського бізнесу на ринках, зокрема Африки та Азії.
1997 року перейшов на роботу до Азіатсько-Тихоокеанського відділу Міністерства закордонних справ.
2000 року призначений на посаду консула в Сіднеї, Австралія, де займався переважно політичними й економічними питаннями.
2002 — перейшов на роботу до Управління з питань зовнішньої політики Адміністрації Президента України.
У грудні 2004 призначений на посаду радника з політичних питань Посольства України в Канаді. Два роки під час свого 4-річного перебування в Канаді виконував обов'язки Тимчасового повіреного у справах України в Канаді.
2007 — заступник директора Департаменту НАТО МЗС України, долучився до переговорного процесу зі вступу України до Північно-Атлантичного Альянсу.
2009 — призначений на посаду радника посланника та заступника голови дипломатичної місії Посольства України в США.
З 8 листопада 2012 до 29 жовтня 2014 — Надзвичайний і Повноважний Посол України в Канаді.
З 28 грудня 2012 до 29 жовтня 2014 — Представник України при Міжнародній організації цивільної авіації (ІКАО).
17 грудня 2014 розпорядженням Кабінету Міністрів України № 1233-р призначений заступником Міністра закордонних справ України — керівником апарату.
20 вересня 2017 Кабінет Міністрів України звільнив з посади першого заступника міністра закордонних справ Вадима Пристайка у зв'язку з призначенням главою місії України при НАТО.
7 липня 2017 призначений президентом України Главою місії України в НАТО.
22 травня 2019 Указом Президента України призначений заступником глави Адміністрації Президента України. Член Національної інвестиційної ради (з 21 червня 2019).
11 червня 2019 Президент Зеленський вніс до Верховної Ради України подання на призначення главою МЗС України Вадима Пристайка.
29 серпня 2019 Верховною Радою України призначений міністром закордонних справ України в уряді Олексія Гончарука. 4 березня 2020 звільнений з посади міністра і призначений віцепрем'єр-міністром з питань євроатлантичної інтеграції в уряді Дениса Шмигаля. 4 червня 2020 року звільнений із цієї посади у зв'язку з призначенням послом України у Британії.
З 20 липня 2020 року — посол України у Британії, замінив на цій посаді Наталію Галібаренко.
З 30 грудня 2020 — Представник України при Міжнародній морській організації (IMO).
21 липня 2023 року звільнений з посад Надзвичайного і Повноважного Посла України у Сполученому Королівстві Великої Британії і Північної Ірландії та Постійного представника України при Міжнародній морській організації (IMO).

## Дипломатичний ранг
- Надзвичайний і Повноважний Посланник першого класу (2016)[24].
- Надзвичайний і Повноважний Посол (2019)[25].

## Сім'я
- Батько — Володимир Ілліч Пристайко (1941—2008), генерал-лейтенант юстиції, заступник Голови СБУ (1996—2004), Заслужений юрист України[26].
- Дружина — Пристайко Інна Василівна[27].
- Два сини — Володимир та Андрій.